# Hawa 40 Volt Elektro-Kleinwagen

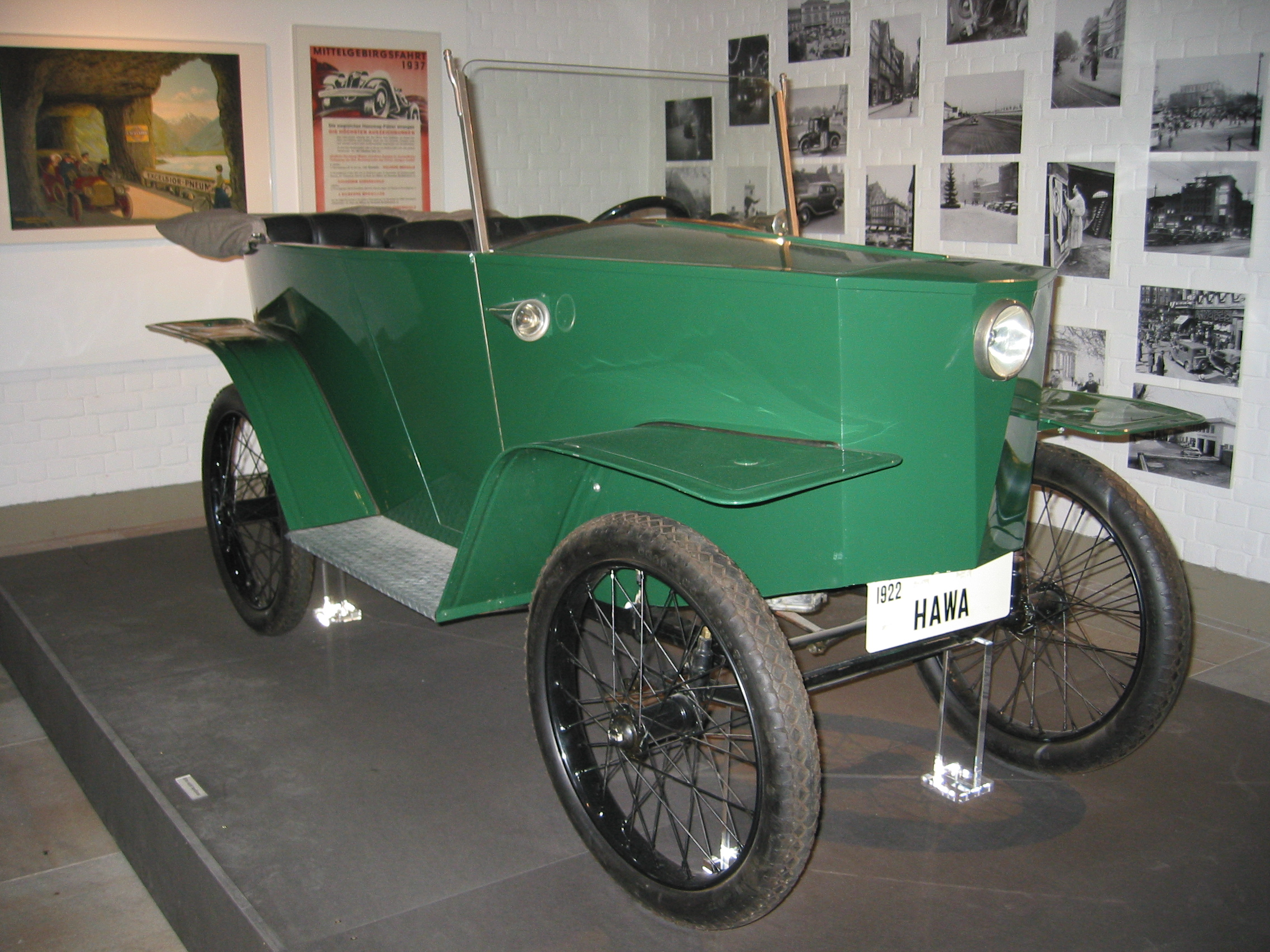
Hawa E-Mobil mit der Jahreszahl 1922 an der Stelle des Kraftfahrzeugkennzeichens

Der Hawa 40 Volt Elektro-Kleinwagen war ein in der ersten Hälfte der 1920er Jahre von der Hannoverschen Waggonfabrik (Hawa) in geringen Stückzahlen produziertes Elektrofahrzeug für den Straßenverkehr.

## Geschichte
Die 1898 gegründete Hawa, in der Hauptsache spezialisiert auf den Bau von Straßenbahnwagen, Schwermaschinen, Lokomotiven, Flugzeuge und Automobilkarosserien für in- und ausländische Unternehmen, produzierte zur Zeit der Deutschen Hyperinflation in der Weimarer Republik von 1921 bis 1923 rund 2000 Exemplare des Kleinwagens, der mit einem durch eine 40-Volt-Batterie angetriebenen Elektromotor vorgetrieben wurde.
Als Personenkraftwagen wurde er als „Tandem“-Zweisitzer ausgeliefert, aber auch als Kastenwagen, konnte sich am Markt jedoch nicht durchsetzen. Eine andere Quelle gibt an, dass neben dem Zweisitzer und dem einsitzigen Kastenwagen auch ein Coupé angeboten wurde. Das Fahrzeug wog 320 kg und war somit ein Cyclecar.
Bei einem Radstand von 156,4 cm und einer Spurweite von 89 cm war das Fahrzeug 242,3 cm lang und 115 cm breit. Die Höchstgeschwindigkeit war mit 20 bis 24 km/h angegeben, und die Reichweite mit 70 km.